# Scottish Professional Championship 1949
Die Scottish Professional Championship 1949 war ein professionelles Snookerturnier zur Ermittlung des schottischen Profimeisters, das vom 7. bis zum 10. Dezember 1949 im schottischen Edinburgh ausgetragen wurde. Erstmals siegte Harry Stokes, nachdem er im Finale Willie Newman besiegt hatte. Wer das höchste Break spielte und welches Preisgeld es gab, ist unbekannt.

## Turnierverlauf
Es nahmen vier Spieler teil, darunter Vorjahressieger R. C. T. Martin. Eddie Brown gab sein Debüt bei der Scottish Professional Championship. Ausgetragen im K.-o.-System, fand an den ersten beiden Tagen des Turnieres das Halbfinale im Modus Best of 11 Frames statt. Die zweite Hälfte des Turnieres stand ganz im Zeichen des Endspiels im Modus Best of 21 Frames.

|  | Halbfinale Best of 11 Frames | Halbfinale Best of 11 Frames |               |              | Finale Best of 21 Frames | Finale Best of 21 Frames |
|  |                              |                              |               |              |                          |                          |
|  |                              |                              |               |              |                          |                          |
|  | R. C. T. Martin              | 5                            |               |              |                          |                          |
|  | Willie Newman                | 6                            |               |              |                          |                          |
|  |                              |                              | Willie Newman | 4            |                          |                          |
|  |                              |                              |               | Harry Stokes | 11                       |                          |
|  | Harry Stokes                 | 6                            |               |              |                          |                          |
|  | Eddie Brown                  | 5                            |               |              |                          |                          |
|  |                              |                              |               |              |                          |                          |

### Finale
Beide Halbfinals waren eine knappe Angelegenheit: Willie Newman revanchierte für die Finalniederlage im Vorjahr bei R. C. T. Martin mit einem 6:5-Sieg, ebenso besiegte Harry Stokes den Debütanten Eddie Brown mit 6:5. Das Finale war da eine deutlichere Angelegenheit: Stokes ging alsbald mit 0:3 und 1:8 in Führung. Zwar konnte dann Newman noch auf 4:8 verkürzen, doch dann gewann Stokes die nächsten drei Frames und somit Spiel mit 4:11.
| Finale: Best of 21 Frames Edinburgh, Schottland, 9. und 10. Dezember 1949                               |                |              |
| Willie Newman                                                                                           | 4:11           | Harry Stokes |
| 17:63, 34:47, 55:64, 66:24, 22:67, 36:50, 42:60, 34:56, 39:52, 57:49, 71:43, 66:21, 39:69, 41:73, 34:59 |                |              |
| – | Höchstes Break | –            |
| – | Century-Breaks | –            |
| – | 50+-Breaks     | –            |